# تشارلز بايلي آدامز
تشارلز بايلي آدامز (بالإنجليزية: Charles B. Adams) هو قاضي ومحامي وسياسي أمريكي، ولد في 2 سبتمبر 1887، وتوفي في 9 فبراير 1961 في برلينغتون في الولايات المتحدة. حزبياً، نشط في الحزب الجمهوري. وقد انتخب عضو مجلس نواب فيرمونت.